# Nadzor brzine
Nadzor brzine je mjera kontrole koju provodi policija na javnim prometnicama kako bi se osiguralo poštovanje ograničenja brzine.
Postoje različite tehnike mjerenja brzine:
Radar je jedna od najčešćih metoda mjerenja. Uz pomoć dopplerovog efekta mjeri se brzina vozila, a ako prekoračuje dozvoljenu brzinu fotoaparat slika vozilo.

## Djelotvornost
Kontrole brzine pridonose sigurnosti u prometu. Dovodi do većeg poštovanja prometnih pravila zbog prijetne sankcijama. 

## Vanjske poveznice
- Akcija nadzora brzine